# Аттіла Даргаї
Аттіла Даргаї (угор. Dargay Attila, 20 червня 1927 — 20 жовтня 2009 ) — угорський режисер-мультиплікатор.

## Біографія
Аттіла Даргаї народився в 1927 році. Після закінчення університету (1948) працював художником в Угорському національному театрі. В 1957 році почав кар'єру режисера-мультиплікатора.

## Фільмографія
- 1972 — A három nyúl
- 1976 — Лудаш Мати / Lúdas Matyi
- 1981 — Вук / Vuk
- 1984 — Саффі / Szaffi
- 1988 — Лісовий капітан / Az erdő kapitánya
- 1994 — A Préri pacsirtája
- 1995 — Новий братик / A hetedik testvér